# 田中秀次郎
田中 秀次郎（たなか ひでじろう、1910年1月1日 - 没年不詳）は、昭和戦前期に活動した日本のバスケットボール選手。1936年ベルリンオリンピックに出場し、バスケットボール日本代表チームの主将を務めた。

## 経歴
旧制成蹊高等学校（現在の成蹊中学校・高等学校）に学び、籠球部に所属。当時の成蹊高校籠球部は好調な成績を残しており、1929年（昭和4年）、1930年（昭和5年）と全国高校選手権を連覇した。1931年（昭和6年）には、第10回全日本選手権において、決勝で早稲田大学を破り、高校チームが全国制覇をするという快挙を成し遂げた。この際のメンバーに田中秀次郎が含まれる。当時のあだ名は「デンチュー」であったという。
1931年（昭和6年）、成蹊高校を卒業して東京帝国大学を受験するも失敗。田中は、井上陽一（成蹊OB）、畑龍雄（武蔵高校OB）ら同様に浪人となったバスケットボールプレイヤーらとともに「籠人クラブ」というクラブチームを作って明治神宮競技大会に出場し、優勝した。籠人クラブのメンバーは翌1932年（昭和7年）に東京帝国大学に合格し、バスケットボール部で活躍することとなった。1934年には第10回極東選手権競技大会（マニラ）に出場した。
東京帝国大学農学部を卒業後、27歳で1936年ベルリンオリンピックの日本代表メンバーとして選ばれ、主将を務めた。この際の代表チームには、東京帝大生の中江孝男・鹿子木健日子も参加している。